# Нагай Олександр Григорович
Олександр Григорович Нага́й (нар. 18 квітня 1910, Полтава — пом. 28 листопада 1969, Київ) — український радянський живописець; член Спілки художників України з 1969 року.

## Біографія
Народився 5 [18] квітня 1910 року у місті Полтаві (тепер Україна). Мистецьку освіту здобував у полтавських художників Матвія Донцова, Олександри Рощиної, художній студії Соломона Розенбаума; протягом 1938–1941 та 1946–1950 років навчався у Харківському художньому інституті (викладачі Микола Самокиш, Семен Прохоров, Михайло Дерегус).
Викладав у Львівському інституті прикладного та декоративного мистецтва. Працював в Інституті монументального живопису Академії архітектури УРСР у Києві. Помер в Києві 28 листопада 1969 року.

## Творчість
Працював у галузі станкового живопису. Писав пейзажі, портрети, тематичні картини, натюрморти. Серед робіт:
- «Світанок» (1957);
- «У солдати» (1961);
- «Молодий Тарас Шевченко в майстерні» (1964);
- «Марш Жовтня» (1967);
- серія «Краєвиди Полтавщини» (1960-ті).

Малював плафони для літнього театру в Новій Каховці і Палацу культури у Горлівці (1952, у співавторстві).
Брав участь у виставках у Києві з 1957 року.